# Perophora multiclathrata
Perophora multiclathrata är en sjöpungsart som först beskrevs av Sluiter 1904.  Perophora multiclathrata ingår i släktet Perophora och familjen Perophoridae. Inga underarter finns listade i Catalogue of Life.